# Орлеанська діва (поема)

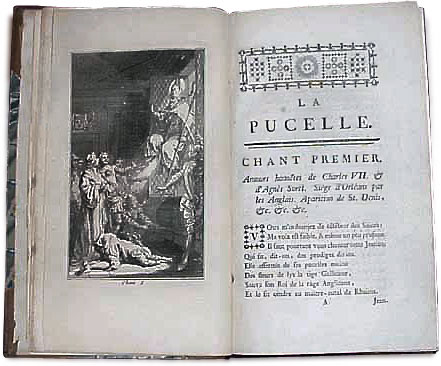
Перше авторизоване женевське видання (1762). Фронтиспіс і початок Пісні першої

«Орлеанська діва» (фр. La Pucelle d'Orléans) — сатирична пародійна поема Вольтера, де події життя національної героїні (тоді ще не канонізованої) Жанни д'Арк представлені в бурлескному жанрі, настільки ж іронічно зображені французькі лицарі і церква. 
Видана анонімно, «Діва» стала одним з найпопулярніших непідцензурних творів Вольтера, здобула популярність і за межами Франції як зразок скептично-іронічного «вільнодумства» XVIII століття. «Орлеанська діва» була однією з улюблених книг молодого Пушкіна, він наслідував її в «Руслані і Людмилі», почав її переклад, а згодом присвятив «злочинній поемі» свій останній твір, досить критичний на адресу Вольтера.
Незважаючи на заборони, «Орлеанська діва» читалася в широких верствах освіченої публіки і була найпопулярнішим тогочасним твором про Жанну д'Арк.

## Створення та публікація
Згідно з авторською передмовою (під ім'ям «Апулея Ризорія Бенедиктинця», лат. risorius — «сміхотливий»), Вольтер почав писати «Орлеанську діву» біля 1730 року. За свідченнями сучасників, задум виник у нього у відповідь на пропозицію одного зі знайомих краще викласти тему створеної в середині XVII століття поеми Жана Шаплена «Незаймана, або Звільнена Франція: героїчна поема». Поема Шаплена, наповнена філософськими міркуваннями, була засуджена сучасниками і нащадками як еталон бездарного і нудного твору. Вольтер вирішив спародіювати Шаплена не для легального друку, однак робота протікала повільно й залишилася незавершеною. Відомо, що автор планував поповнити відомий нам текст ще новими епізодами, але так і не реалізував плану повністю.
За життя автора «Орлеанська діва» друкувалася анонімно у різних країнах Європи (за списками різної якості). Перше анонімне видання вийшло у Франкфурті в 1755 році; це видання, що містить численні спотворення і вигадані іншим автором еротичні епізоди, обурило Вольтера, на що він згодом спеціально вказав у передмові до поеми. Існує точка зору, що ці фрагменти все ж належали Вольтеру, але він вирішив таким чином від них відректися, «очистивши» текст. У 1756 році в Парижі вийшло друге підпільне анонімне видання, також не цілком достовірним текстом. Авторизованим вважається видання 1762 року в Женеві (неодноразово перевидавалося), на якому Вольтер також не вказав свого імені з міркувань обережності. Крім того, списки поеми, що відносяться до різних редакцій, охоче поширювалися самим автором серед письменників та філософів, а також кореспондентів із найвищих класів суспільства. У передмові від імені «Апулея Ризорія» Вольтер говорить, посилаючись на свого шанувальника, прусського короля Фрідріха Великого: Незважаючи на те, що в женевському виданні Вольтер пом'якшив сатиру на духовенство, а в передмові помітив, що його поема поступається (в тому числі і в релігійному відношенні) сміливості італійських поетів Пульчи та Аріосто та раблезіанським непристойностям, відразу ж після його виходу «Орлеанська діва» була внесена Римсько-католицькою церквою в «Індекс заборонених книг». Протягом XVIII—XIX ст. в різних країнах «Орлеанська діва» також неодноразово піддавалася цензурним заборонам, її видання конфісковувались і спалювалися.

## Сюжет

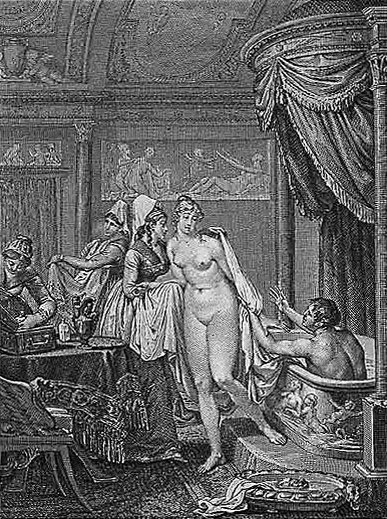
Гравюра до HIT

Вольтер травестує сюжет діви-воїтельки, випинаючи його еротичний підтекст — «під спідницею» Жанни зберігається «ключ від взятого в облогу Орлеана і від доль всієї Франції». Вороги Франції полюють за цнотою Жанни, не відстають від них у розпусті і французькі служителі, що оточують Жанну; вона дає їм відсіч то за допомогою кулаків, як сільська дівчина, то користуючись різними хитрощами.